# Überschwemmungen in der Türkei 2021
Die Überschwemmungen in der Türkei 2021 ereigneten sich Mitte Juli und Mitte August 2021 am Schwarzen Meer.

## Überschwemmungen

### Juli
Im Nordosten der Türkei in der Provinz Rize am Schwarzen Meer löste heftiger Starkregen Hochwasser und Erdrutsche aus.  Am späten Mittwoch, dem 14. Juli 2021 wurden mehrere Autos weggespült und mehrere Häuser stürzten ein. Rettungskräfte haben nach Schlammlawinen drei Leichen geborgen. Dutzende Dörfer waren durch die starken Regenfälle versperrt, in vielen Haushalten war die Stromversorgung unterbrochen und mehrere hundert Menschen mussten aus ihren Häusern evakuiert werden. 
Die Region am Schwarzen Meer ist häufig von Starkregen und Sturzfluten betroffen.
Medien berichteten von sechs Todesopfern,
2 in der Gemeinde Muradiye, 1 in Güneysu und 3 im Dorf Ballıdere.
Am Donnerstag, dem 15. Juli 2021 besuchten der Minister für Umwelt und Stadtplanung Murat Kurum und der Minister für Verkehr und Infrastruktur Adil Karaismailoğlu das Katastrophengebiet und sagten den betroffenen Einheimischen Hilfe zu.

### August
Am Dienstag, den 10. und Mittwoch, den 11. August 2021 kam es wieder in den Regionen am Schwarzen Meer zu Überschwemmungen und Erdrutschen. Die Provinz Bartın war am stärksten von den Regenfällen betroffen. Auch in den Provinzen Karabük und Kastamonu wurden Überschwemmungen gemeldet. Bis zum Samstag, dem 14. August 2021 kamen mindestens 58 Menschen ums Leben und fast 80 Menschen wurden vermisst.